# Macquaria novemaculeata
Macquaria novemaculeata är en fiskart som först beskrevs av Steindachner, 1866.  Macquaria novemaculeata ingår i släktet Macquaria och familjen Percichthyidae. Inga underarter finns listade i Catalogue of Life.